# Jiří Kratochvíl
Jiří Kratochvíl (17. srpna 1924 Praha – 9. května 2014 tamtéž) byl český klarinetista, muzikolog, skladatel a hudební pedagog.

## Život
Hru na klarinet studoval nejprve soukromě u Artura Holase (1942–44). Po maturitě na Reálném gymnáziu na Smíchově (1943) vystudoval konzervatoř v Praze u Milana Kostohryze (1945–49) a poté HAMU u Vladimíra Říhy (1949–53). Souběžně studoval hudební vědu na UK (1945–49). A později v letech 1970–75 vykonal externí aspiranturu na Ústavu teorie a dějin hudby ČSAV u Emila Hradeckého, kterou však nemohl z politických důvodů zakončit. Skladbu studoval soukromě u Vladimíra Polívky v letech 1940–47.
Jeho pedagogické působení je svázáno zejména s Konzervatoří Jana Deyla v Praze, kde v letech 1962–95 vyučoval klarinet, dějiny, literaturu a metodiku hry na klarinet, komorní hru a estetiku. Od roku 1951 působil také jako externí pedagog na HAMU v oboru dějiny a literatura dechových nástrojů.
Spolu s M. Kostohryzem a Jindřichem Mizerou založil roku 1962 Trio basetových rohů, první stálý soubor tohoto složení ve světě, specializující se na českou hudbu 18. století. Pro basetové rohy upravil mnoho skladeb. (Soubor existoval do roku 1992.)
Byl ženatý s herečkou Š. Štembergovou, s níž měl syna Milana a dvě dcery Radmilu a Zoru.

## Dílo
Kromě koncertní činnosti se věnoval muzikologii (např. Dějiny a literatura dechových nástrojů, Praha, SPN, 1961). Na podnět prof. Kostohryze významně přispěl k mozartovskému výzkumu, když zrekonstruoval klarinetový koncert (KV 622) a kvintet (KV 581), jejichž autografy se nedochovaly.
Dále je autorem několika učebnic hry na klarinet (např. Škola hry na klarinet, Praha, Supraphon, 1961).
Z jeho vlastních komorních děl skladeb je známější např. Malá smuteční hudba pro tři basetové rohy. Dále revidoval mnohá díla skladatelů 18. století, zvláště koncertů pro klarinet a klavír (V. Kalous, J. A. Koželuh, Fr. Kramář, A. Rosetti, Fr. V. Tuček).